# Buick Modelljahr 1957
Das Buick Modelljahr 1957 umfasste vier Pkw-Modellreihen des amerikanischen Herstellers Buick.

## Modellpolitik
1957 baute Buick vier verschiedene Modelle: Special, Super, Century und Roadmaster. Diese Modelle wurden mit zwei unterschiedlichen Radständen und zwei verschiedenen Karosserien kombiniert, die dann wiederum mit unterschiedlichen Ausstattungen und Motorisierungen angeboten wurden. Ebenfalls zur Unterscheidung tragen die Portholes (Belüftungsschlitze an den Kotflügeln) bei. Während das Basismodell Special drei hat, besitzen die anderen Modelle jeweils vier.  Am besten lassen sich die Unterschiede am 2-Door-Riviera darstellen, der für alle Modelle erhältlich war.
| #             | Buick Special     | Buick Super         | Buick Century     | Buick Roadmaster    |
| ------------- | ----------------- | ------------------- | ----------------- | ------------------- |
|               |                   |                     |                   |                     |
| Radstand      | 122 inch (310 cm) | 127,5 inch (324 cm) | 122 inch (310 cm) | 127,5 inch (324 cm) |
| Motorisierung | 250 PS            | 250 PS              | 300 PS            | 300 PS              |
| Portholes     | 3                 | 4                   | 4                 | 4                   |

## Karosserievarianten
Die Karosserie des 1957er Buick kann grob in acht Varianten untergliedert werden. Nicht jedes Modell gab es auch mit jeder Karosserievariante. So war beispielsweise für Super und Roadmaster kein Kombimodell (Estate Wagon) vorgesehen. Nachfolgender Übersicht ist zu entnehmen, welches Modell in welchen Varianten verfügbar war.
| Modellbezeichnung    | Modellbeschreibung                          | Buick Special | Buick Super | Buick Century | Buick Roadmaster |
| -------------------- | ------------------------------------------- | ------------- | ----------- | ------------- | ---------------- |
|                      |                                             |               |             |               |                  |
| 4-Door Sedan         | 4-türige Limousine mit B-Säule              | X             |             | X             |                  |
| 2-Door Sedan         | 2-türige Limousine mit B-Säule              | X             |             | X             |                  |
| 4-Door Sedan Riviera | 4-türige Limousine ohne B-Säule             | X             | X           | X             | X                |
| 2-Door Sedan Riviera | 2-türige Limousine ohne B-Säule             | X             | X           | X             | X                |
| Sedan Estate Wagon   | Kombimodell mit B-Säule                     | X             |             |               |                  |
| Riviera Estate Wagon | Kombimodell ohne B-Säule                    | X             |             | X             |                  |
| Convertible          | Cabrio                                      | X             | X           | X             | X                |
| Stripped Chassis     | Chassis ohne Karosserie für Sonderaufbauten | X             | X           |               | X                |

## Modelle und Produktion
Vom 57er Buick wurde insgesamt 405.098 Einheiten gebaut. Berücksichtigt man auch die Sonderaufbauten, wurden insgesamt 30 verschiedene Modellvarianten produziert.
Besonders begehrt sind heute die Convertibles (Cabrios) und die Century Caballeros (Kombimodell auf Basis des Century). Gerade letzteres Modell ist heute sehr gefragt, da es weniger als 3 % der Gesamtproduktion ausmachte. Neben dem generell geringen Interesse an Estatemodellen in den USA dürfte vor allem der hohe Preis für die geringe Nachfrage verantwortlich gewesen sein. Der lag deutlich über dem Preis des Convertible. Somit ist der Century Caballero neben dem Chevrolet Bel Air Nomad einer der ersten „Lifestylekombis“, die je produziert wurden. Eine weitere Besonderheit der regulären Produktion stellt das Modell 68 dar. Der Century 2-Door-Sedan wurde lediglich zweimal gebaut.

### Übersicht
Nachfolgend eine tabellarische Übersicht über die im Jahr 1957 von Buick produzierten Modelle und deren Produktionszahl.
| Modell     | Karosserieform       | Modellnummer | Produktion | Weitere Quelle |
| ---------- | -------------------- | ------------ | ---------- | -------------- |
|            |                      |              |            |                |
| Special    | 4-Door Sedan         | 41           | 59.739     | [ 1 ]          |
| Special    | 4-Door Sedan Riviera | 43           | 50.563     | [ 1 ]          |
| Special    | Convertible Coupé    | 46 C         | 8.505      | [ 1 ]          |
| Special    | 2-Door Riviera       | 46 R         | 64.425     | [ 1 ]          |
| Special    | 2-Door Sedan         | 48           | 23.180     | [ 1 ]          |
| Special    | Estate Wagon         | 49           | 7.013      | [ 1 ]          |
| Special    | Riviera Estate Wagon | 49 D         | 6.817      | [ 1 ]          |
| Special    | Stripped Chassis     | 411          | 144        |                |
| Special    | Stripped Chassis     | 413          | 360        |                |
|            |                      |              |            |                |
| Super      | 4-Door Riviera       | 53           | 41.665     | [ 1 ]          |
| Super      | Convertible Coupé    | 56 C         | 2.056      | [ 1 ]          |
| Super      | 2-Door Riviera       | 56 R         | 26.529     | [ 1 ]          |
| Super      | Stripped Chassis     | 530          | 1          |                |
| Super      | Stripped Chassis     | 531          | 384        |                |
|            |                      |              |            |                |
| Century    | 4-Door Sedan         | 61           | 8.075      | [ 1 ]          |
| Century    | 4-Door Riviera       | 63           | 26.589     | [ 1 ]          |
| Century    | Convertible Coupé    | 66 C         | 4.085      | [ 1 ]          |
| Century    | 2-Door Riviera       | 66 R         | 17.029     | [ 1 ]          |
| Century    | 2-Door Sedan         | 68           | 2          |                |
| Century    | Caballero            | 69           | 10.186     | [ 1 ]          |
|            |                      |              |            |                |
| Roadmaster | 4-Door Riviera       | 73           | 11.401     | [ 1 ]          |
| Roadmaster | 4-Door Riviera       | 73 A         | 10.526     | [ 1 ]          |
| Roadmaster | 4-Door Riviera       | 75           | 12.250     | [ 1 ]          |
| Roadmaster | 2-Door Riviera       | 75 R         | 2.404      | [ 1 ]          |
| Roadmaster | Convertible Coupé    | 76 C         | 4.363      | [ 1 ]          |
| Roadmaster | 2-Door Riviera       | 76 R         | 3.826      | [ 1 ]          |
| Roadmaster | 2-Door Riviera       | 76 A         | 2.812      | [ 1 ]          |
| Roadmaster | Stripped Chassis     | 731          | 96         |                |
| Roadmaster | Stripped Chassis     | 750          | 1          |                |
| Roadmaster | Stripped Chassis     | 751          | 72         |                |
|            |                      |              |            |                |
| Summe      |                      |              | 405.098    |                |
|            |                      |              |            |                |

### Auswertung
Nachfolgende Tabellen werten die Produktionszahlen nach bestimmten Aspekten aus.

#### Nach Karosserie
| Modell           | Produktion prozentual | Produktion absolut |
| ---------------- | --------------------- | ------------------ |
|                  |                       |                    |
| Sedan            | 22 %                  | 90.996             |
| Riviera          | 67 %                  | 270.019            |
| Convertible      | 5 %                   | 19.009             |
| Estate Wagon     | 6 %                   | 24.016             |
| Stripped Chassis |                       | 1.058              |
|                  |                       |                    |
| Summe            | 100 %                 | 405.098            |
|                  |                       |                    |

#### Nach Modell
| Modell     | Produktion prozentual | Produktion absolut |
| ---------- | --------------------- | ------------------ |
|            |                       |                    |
| Special    | 54 %                  | 220.746            |
| Super      | 18 %                  | 70.635             |
| Century    | 16 %                  | 65.966             |
| Roadmaster | 12 %                  | 47.751             |
|            |                       |                    |
| Summe      | 100 %                 | 405.098            |
|            |                       |                    |

#### Nach Radstand
| Radstand | Produktion prozentual | Produktion absolut |
| -------- | --------------------- | ------------------ |
|          |                       |                    |
| 122´´    | 71 %                  | 276.526            |
| 127,5´´  | 29 %                  | 118.386            |
|          |                       |                    |
| Summe    | 100 %                 | 405.098            |
|          |                       |                    |

#### Nach Türen
| Modell                | Produktion prozentual | Produktion absolut |
| --------------------- | --------------------- | ------------------ |
|                       |                       |                    |
| 4-Door                | 55 %                  | 220.808            |
| 2-Door                | 35 %                  | 140.207            |
| 5-Door (Estate Wagon) | 10 %                  | 44.083             |
|                       |                       |                    |
| Summe                 | 100 %                 | 405.098            |
|                       |                       |                    |

## Galerie

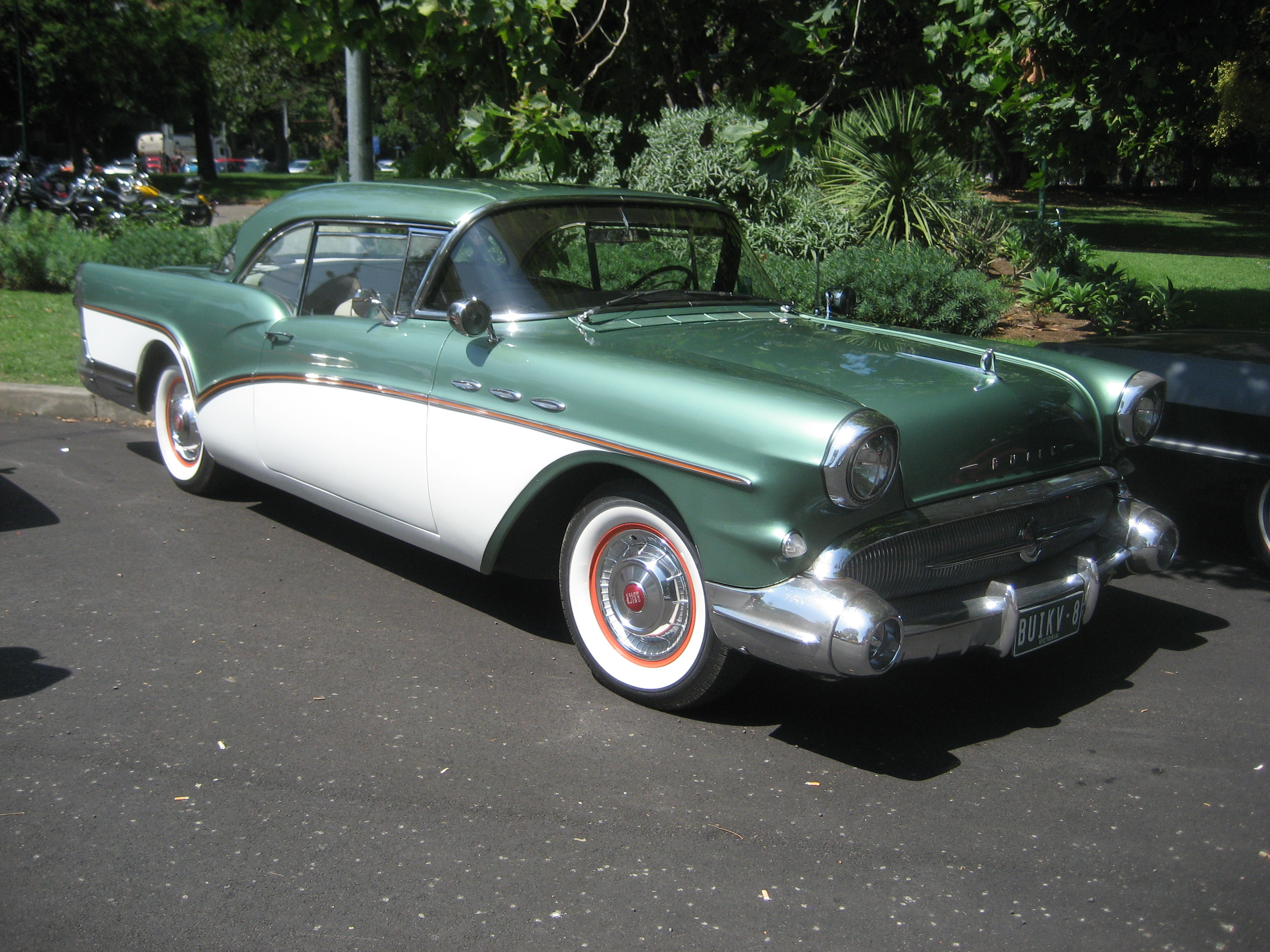
Special 2-Door Riviera
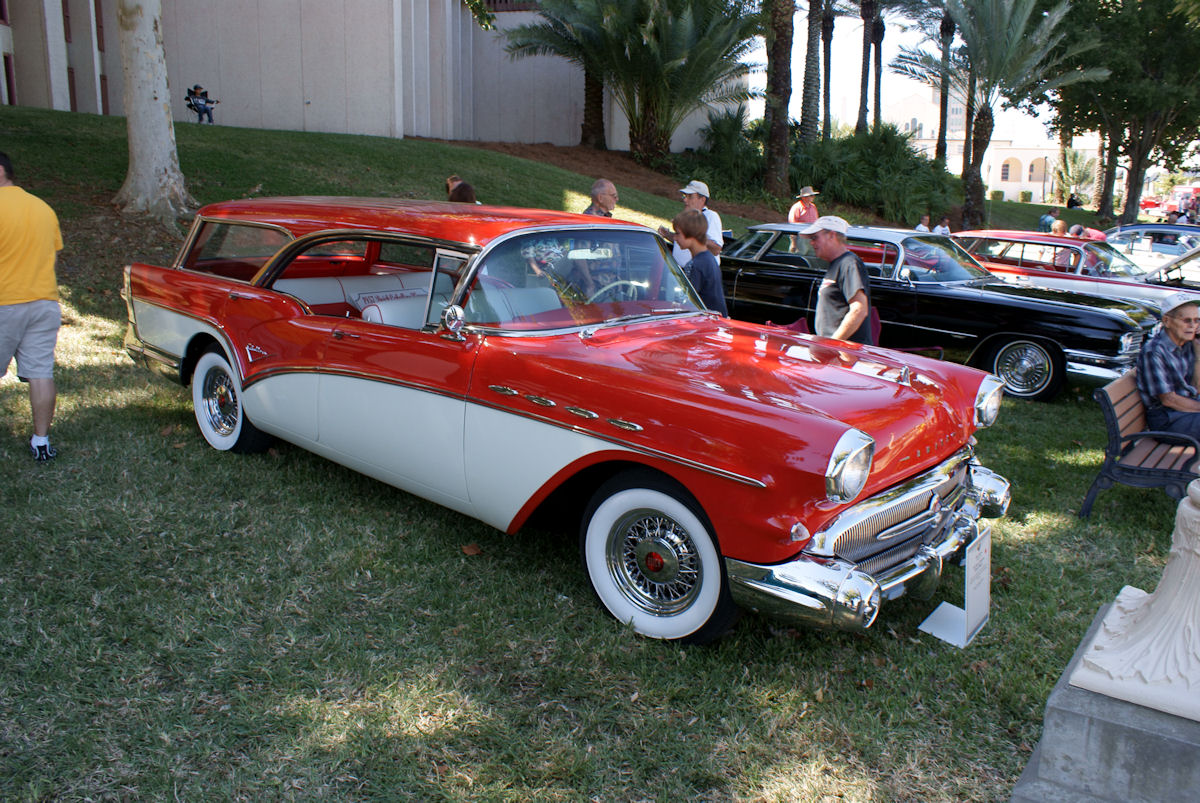
Century Caballero
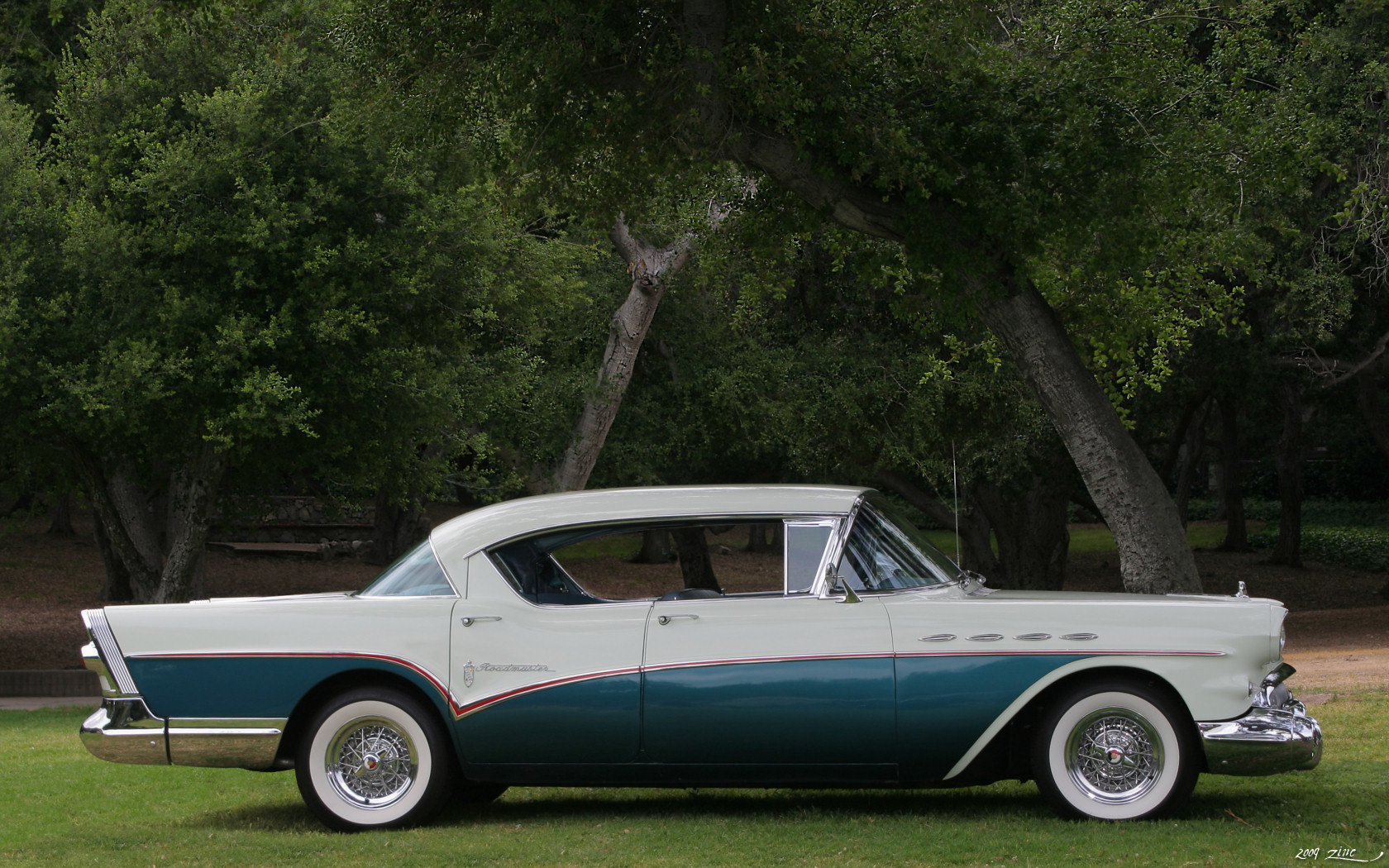
Roadmaster 4-Door
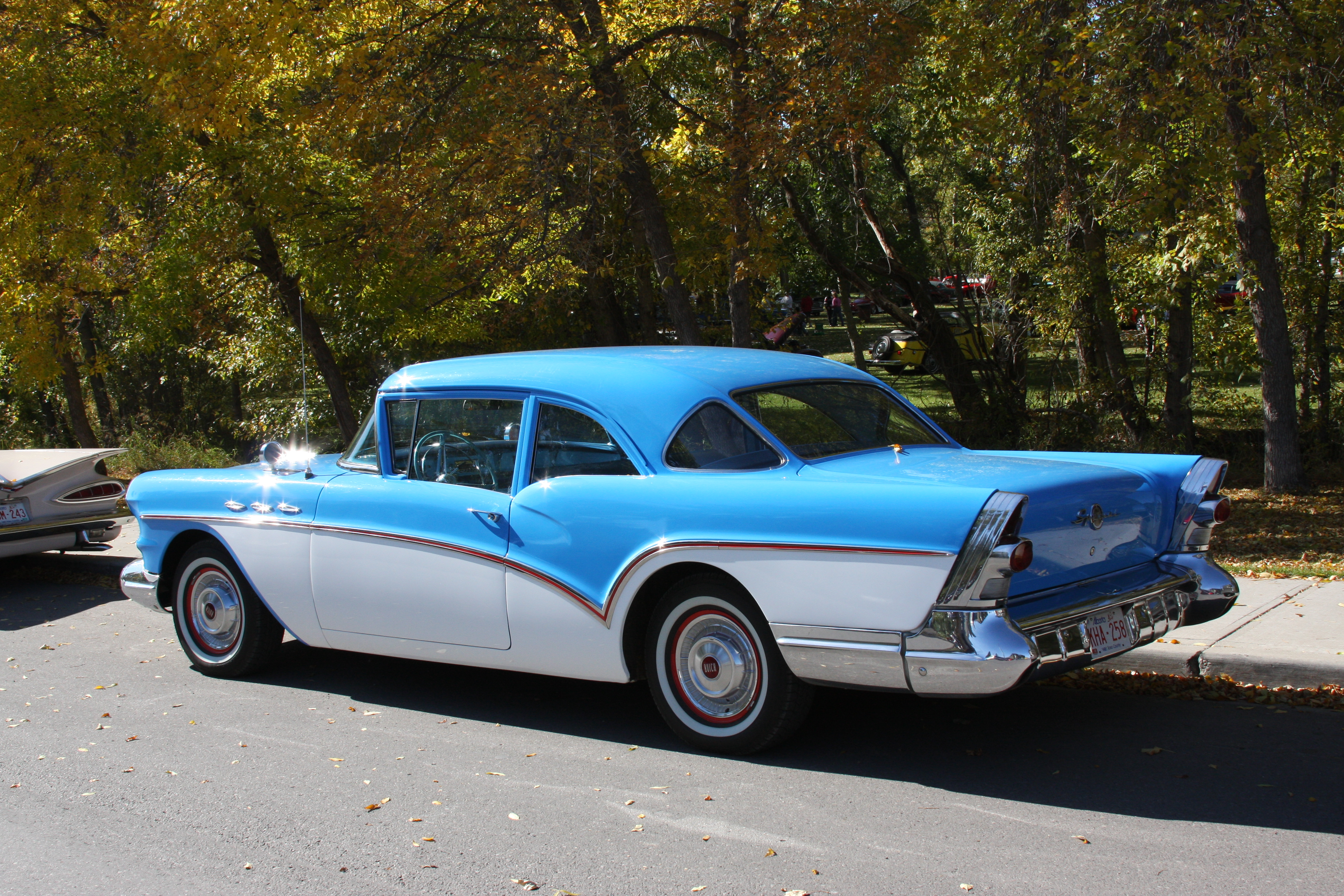
Special 2-Door Sedan
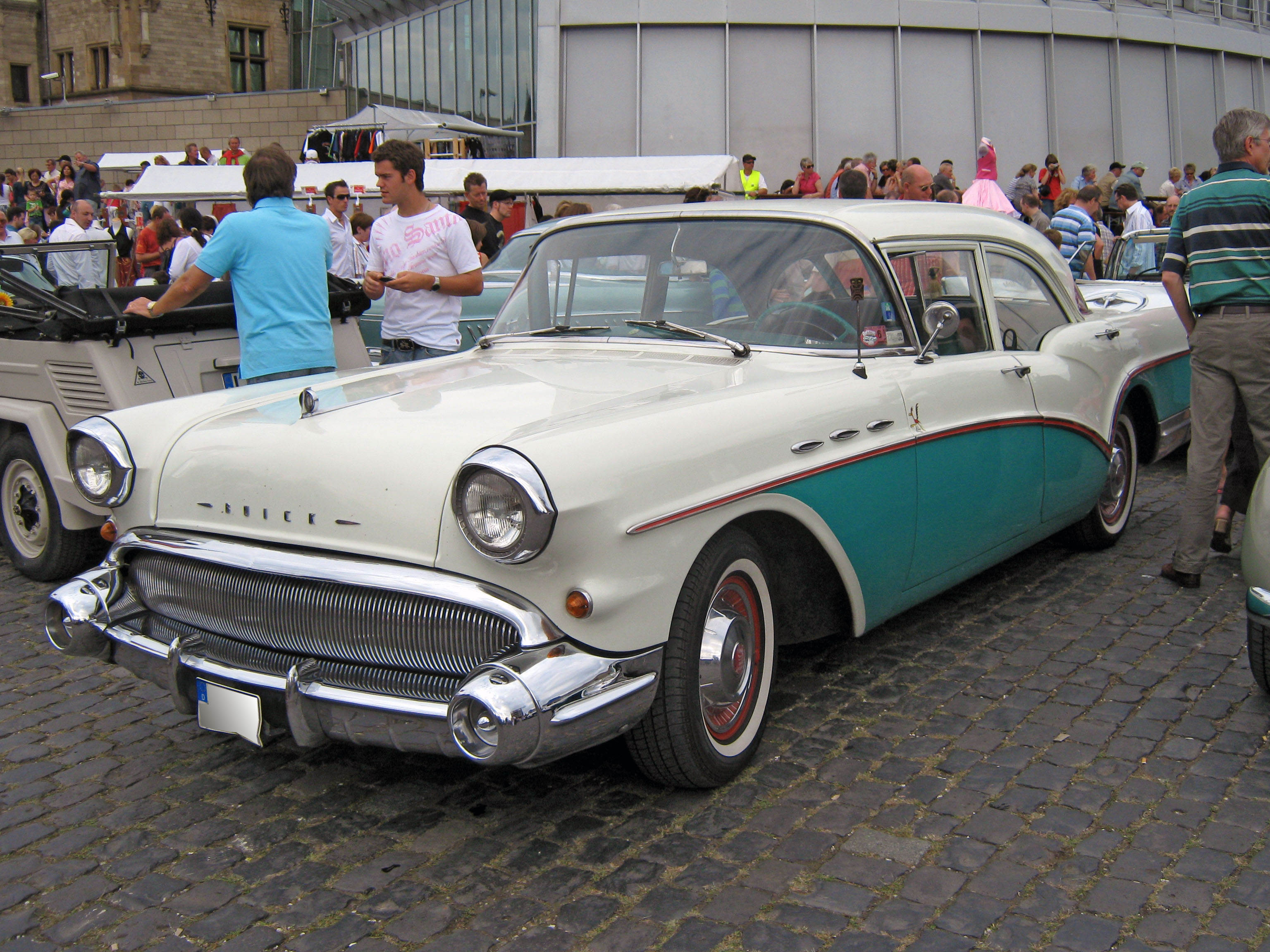
Special 4-Door Sedan
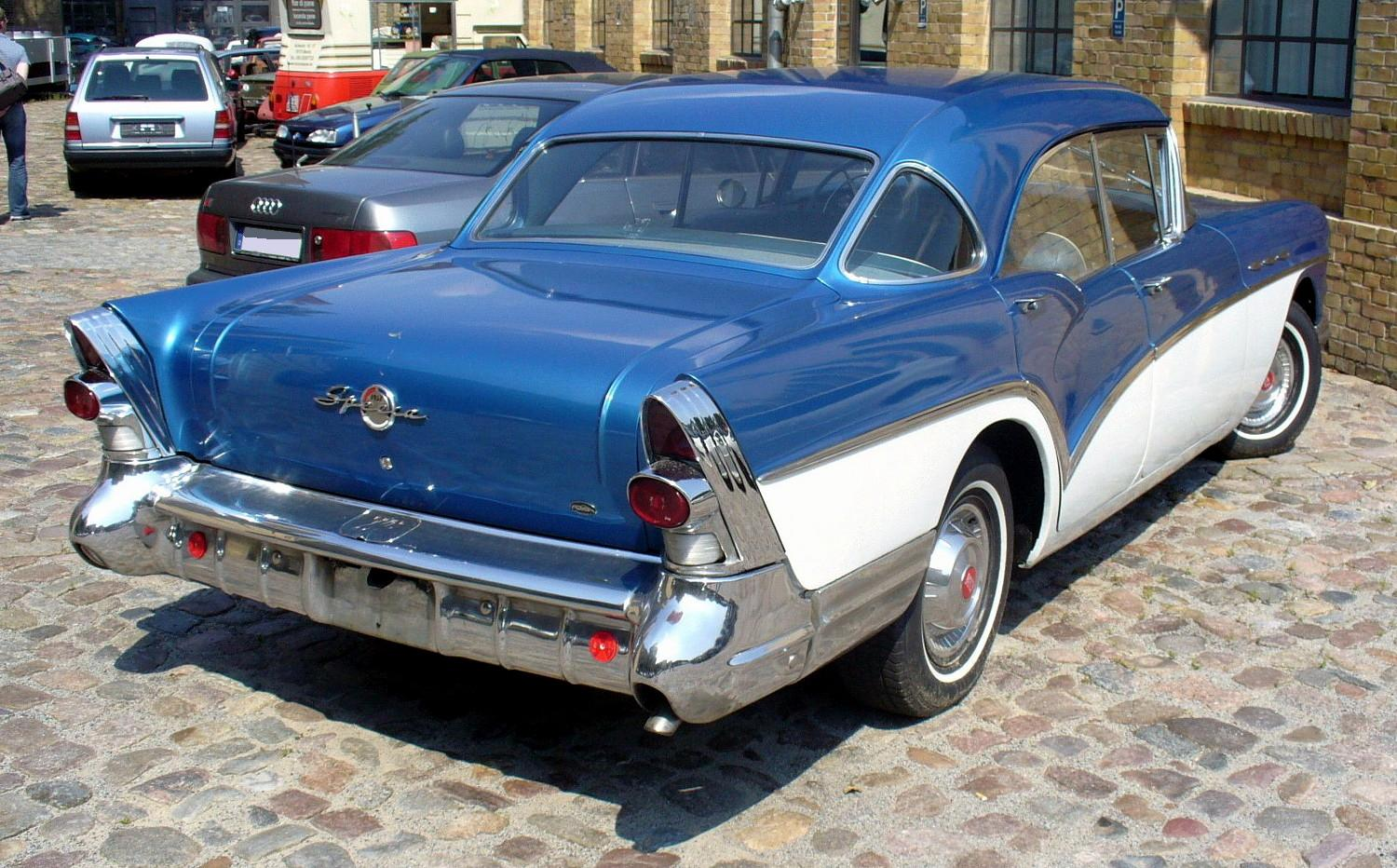
Special 4-Door Riviera
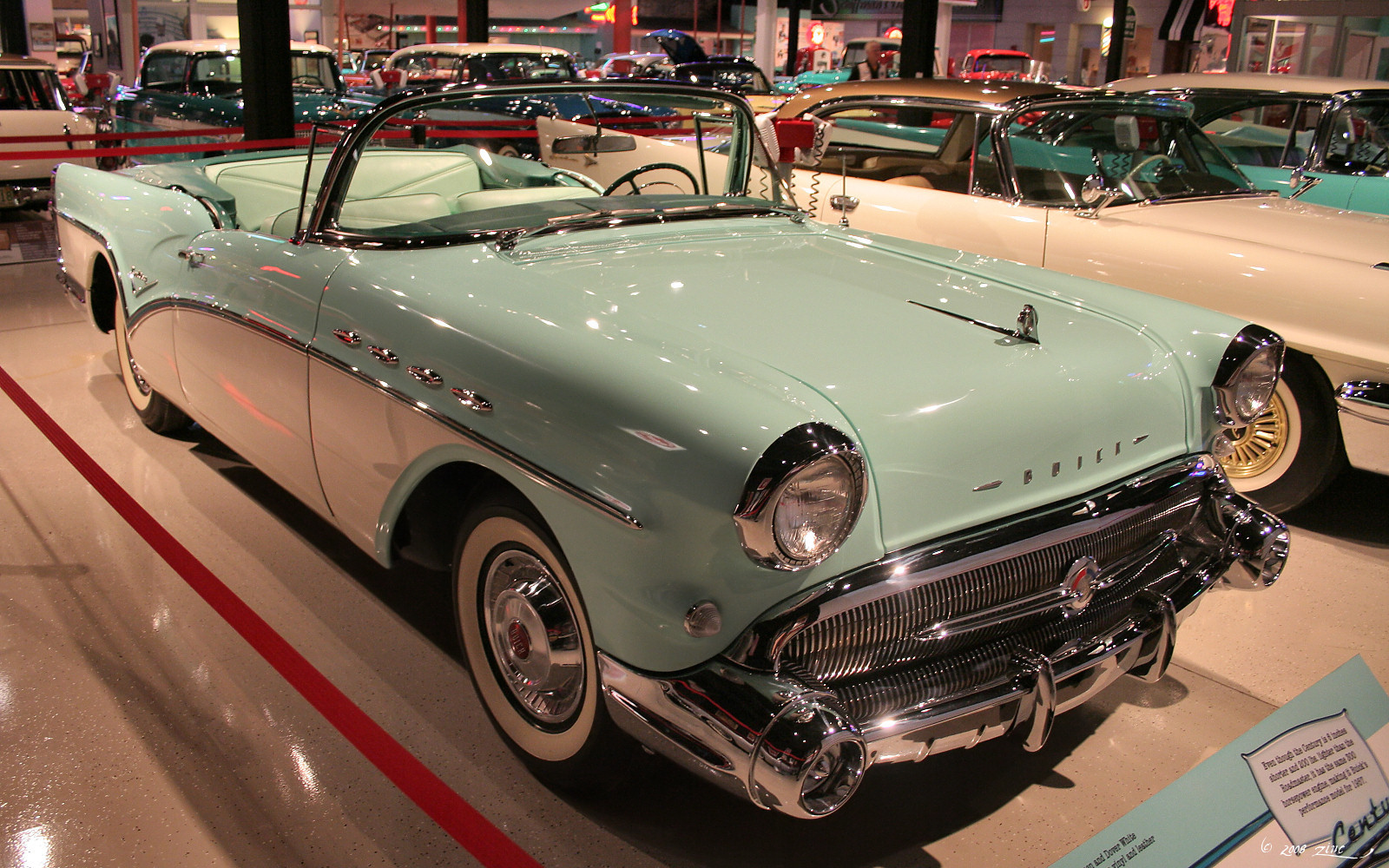
Century Convertible